# Klinikkirche (Pfafferode)

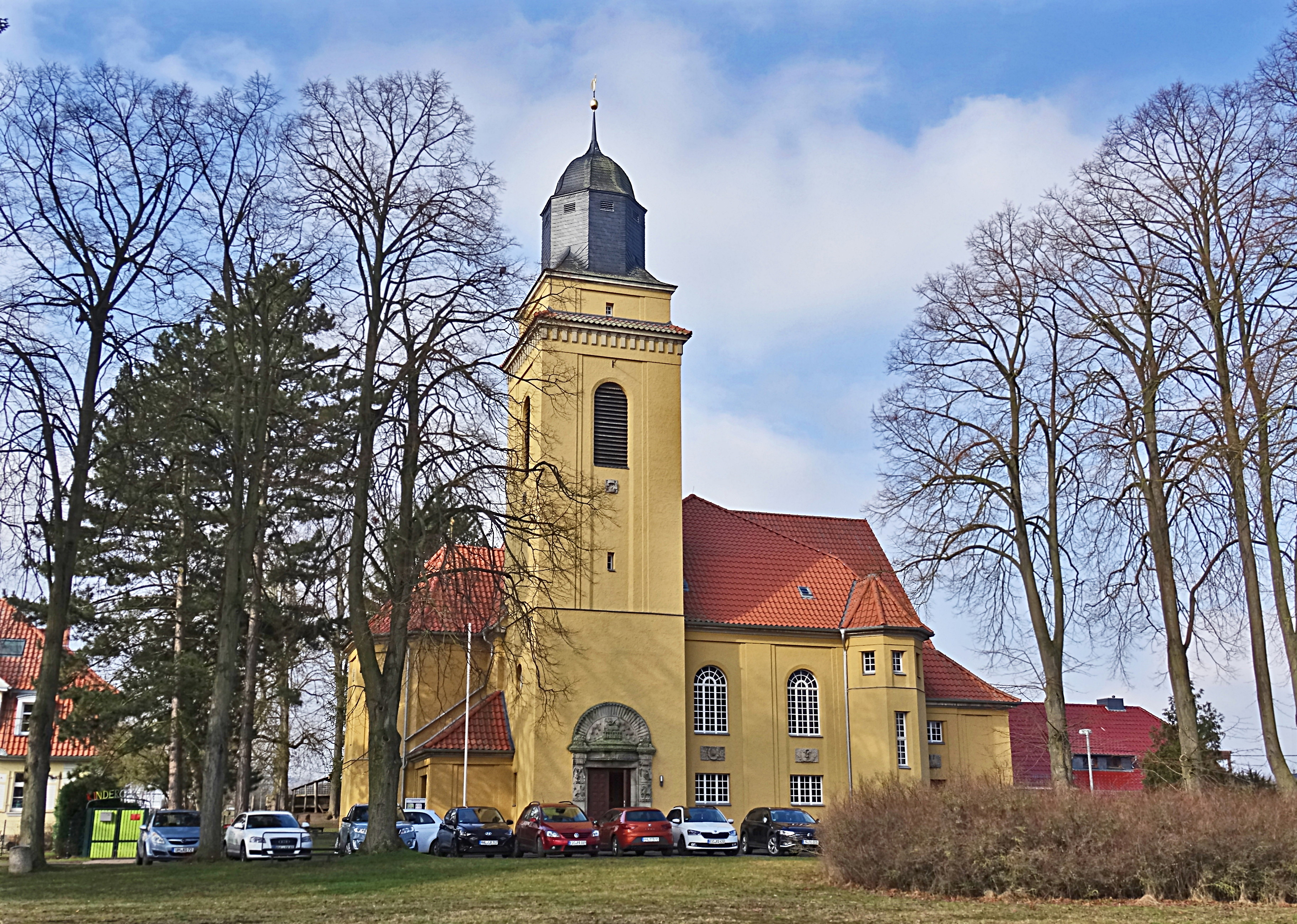
Klinikkirche Pfafferode, Ostseite

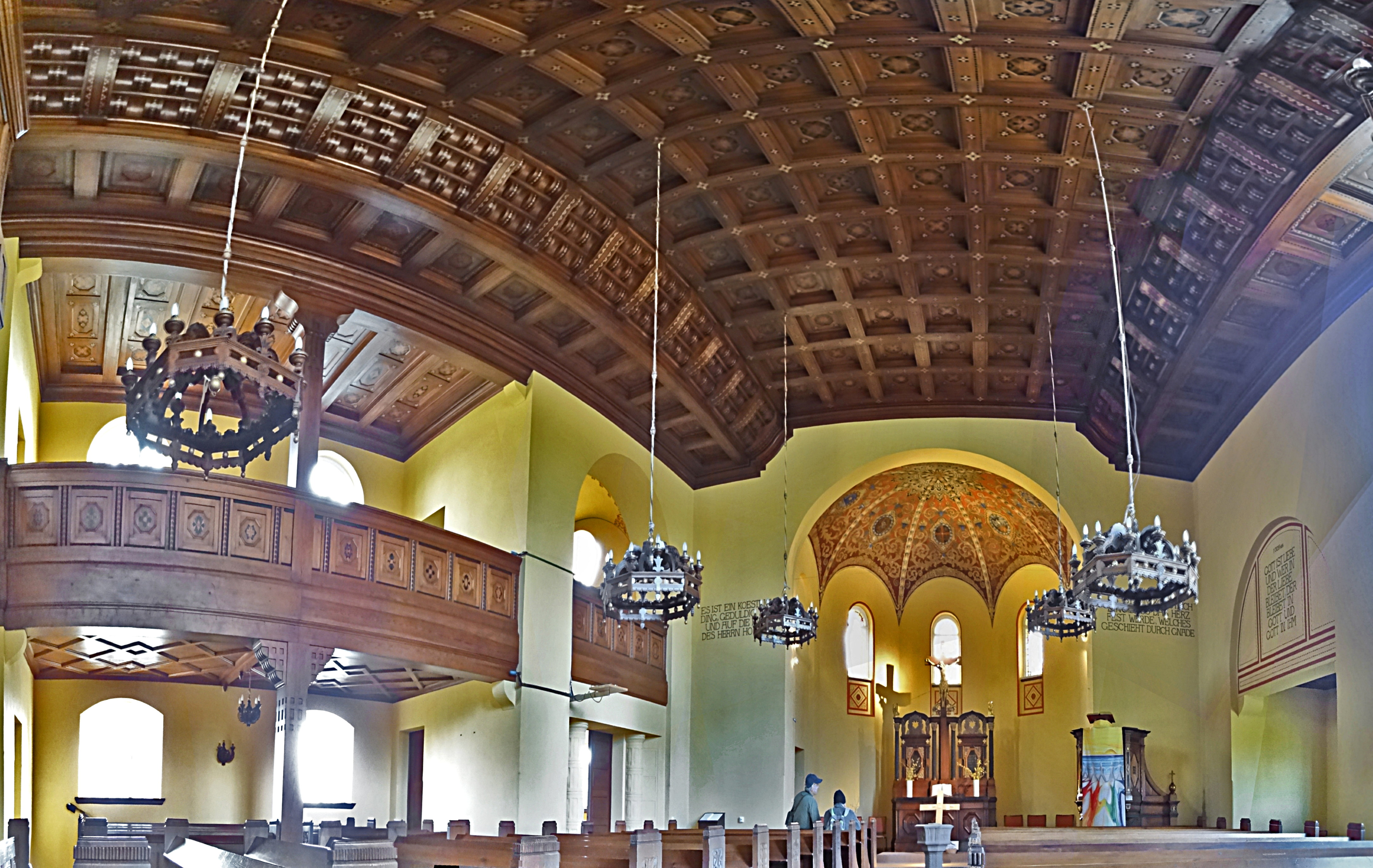
Innenansicht

Die Klinikkirche St. Michael, auch Michaelis-Kirche, im Ortsteil Pfafferode der Stadt Mühlhausen in Thüringen ist eine Simultankirche. Sie befindet sich im sogenannten Pflegerdorf auf dem Gelände des Ökumenischen Hainich-Klinikums.

## Geschichte
Im Zeitraum von 1910 bis 1917 wurde westlich von Mühlhausen durch den Provinzialverband der preußischen Provinz Sachsen die Landes-Heil- und Pflegeanstalt Pfafferode erbaut. Der seelsorgerischen Betreuung der Patienten wurde von Beginn an ein hoher Stellenwert eingeräumt, deshalb wurde 1913 mit dem Bau einer Klinikkirche für die Patienten begonnen; ihre Architektur vereint Elemente aus Neobarock und Jugendstil. Die ökumenische Kirche wurde am 9. September 1917 feierlich geweiht. Erster evangelischer Pfarrer war August Emmelmann, die katholischen Gottesdienste übernahm der Franziskaner-Pater Burckhardt.

## Gegenwart
Im Rahmen der Klinikseelsorge des Ökumenischen Hainich-Klinikums findet im wöchentlichen Wechsel sonntags ein katholischer bzw. evangelischer Gottesdienst statt.

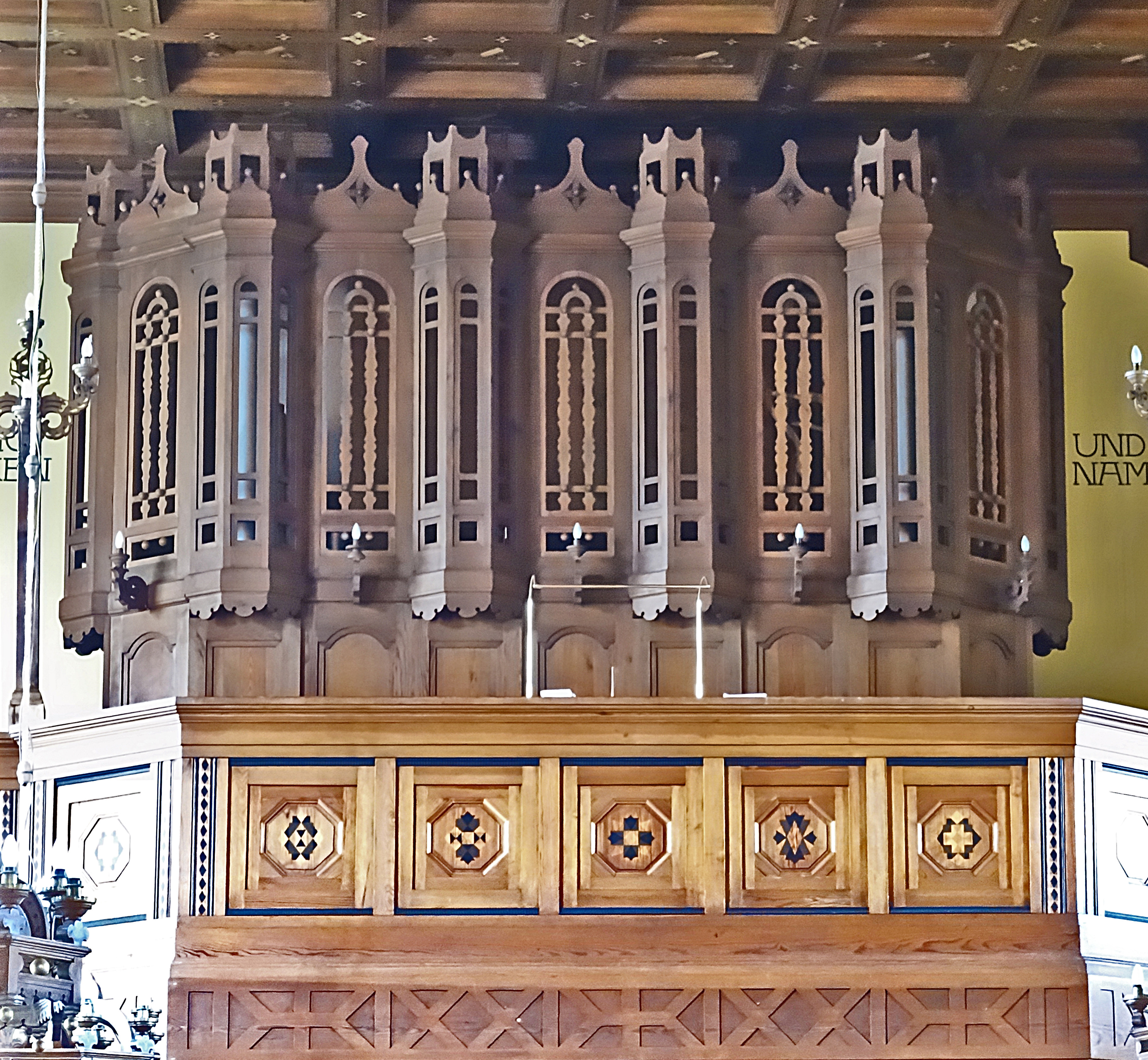
Ladegast-Orgel

## Geläut
Die Orgel mit 13 Registern, verteilt auf 2 Manuale und Pedal, wurde 1917 von Friedrich Oskar Ladegast gebaut.
Die 1917 für die Kirche vorgesehenen Glocken wurden für den Ersten Weltkrieg eingeschmolzen. Erst am 24. Oktober 2012 wurden in die Klinikkirche drei Glocken zur Komplettierung des Gotteshauses eingebaut. Die Eifeler Glockengießerei in Brockscheid erfüllte den Auftrag.